# Układ (norweski serial telewizyjny)
Układ (tytuł oryginalny: Mammon) – norweski serial telewizyjny emitowany od 1 stycznia 2014 roku przez norweską stację publiczną NRK1. W Polsce serial emitowany jest od 9 września 2015 roku na kanale Ale Kino+.

## Fabuła
Akcja serialu toczy się we współczesnej Norwegii. Dziennikarz prasowy Peter Verås dostaje anonimową informację o wielkiej defraudacji w kręgach norweskich finansistów. W sprawę zamieszany jest też jego brat, Daniel. Mimo to Peter publikuje artykuł na ten temat. Wybucha medialna afera, wskutek której Daniel popełnia samobójstwo. Pięć lat później w rocznicę jego śmierci ginie biznesmen. Peter rozpoczyna dziennikarskie śledztwo.

## Główne role
- Jon Øigarden jako Peter Verås
- Ingjerd Egeberg jako Eva Verås
- Lena Kristin Ellingsen jako Vibeke Haglund
- Terje Strømdahl jako Tore Verås
- Alexander Tunby Rosseland jako Andreas Verås
- Anna Bache-Wiig jako Inger Marie Steffensen
- Robert Skjærstad jako Jensen
- Nils Ole Oftebro jako Frank Mathiesen
- Vidar Sandem jako Holst

## Odcinki
| Seria | Odcinki | Emisja w Norwegii                | Emisja w Polsce                    |
| ----- | ------- | -------------------------------- | ---------------------------------- |
| 1     | 1–6     | 1 stycznia 2014 – 3 lutego 2014  | 9 września 2015 – 23 września 2015 |
| 2     | 7–14    | 3 stycznia 2016 – 14 lutego 2016 | 6 kwietnia 2016 – 27 kwietnia 2016 |

## Adaptacja
Na podstawie Układu powstał polski serial Pakt, wyemitowany w 2015 roku przez HBO Polska.